# 里埃尔起义
里埃尔起义又稱红河叛乱（英語：Red River Rebellion），是1869年梅蒂人领袖路易·里尔及其追随者為反對加拿大联邦政府接管紅河殖民地而發動的起事。
1869年，哈得孙湾公司同意將紅河殖民地轉讓給加拿大联邦政府。梅蒂人担心加拿大联邦政府会破坏他们渔猎生活，於是發動起事占领了加里堡。1870年初，梅蒂人成立以路易·里尔为首的臨時政府，並与联邦政府进行谈判。同年5月，加拿大联邦议会通过《马尼托巴法案》，接受梅蒂人的大部分要求，讓紅河殖民地加入联邦並成立曼尼托巴省。期间一位名叫托马斯·斯科特的英裔居民武装對抗路易·里尔临时政府，於是临时政府军事法庭將其处死，這引起不列顛裔加拿大人的强烈抗议。法案簽署後，加拿大派出軍隊進駐紅河殖民地。路易·里尔惧怕不列顛裔加拿大人的报复而逃离加里堡。